# لوون گئوخلیان
لوون تیگرانی گئوخلیان (ارمنی: Լևոն Տիգրանի Գեոխլանյան؛  زادهٔ ۶ ژانویهٔ ۱۹۲۷) خواننده، اپرا اهل ارمنستان است. وی از سال میلادی تاکنون مشغول فعالیت بوده‌است.

## زندگی‌نامه
وی در ۶ ژانویه ۱۹۲۷ در ترکیه به دنیا آمد و از کنسرواتوار دولتی چایکوفسکی مسکو فارغ‌التحصیل گشت. وی از ۱۹۴۶ در ارمنستان سکونت گزید. وی در تالار بولشوی، فیلارمونیک مسکو فعالیت می‌کرد. همچنین برندهٔ جوایزی همچون هنرمند شایسته ارمنستان شوروی (۱۹۵۷) شده‌است.